# Nuredin Bedui
Nuredin Bedoui (Aïn Taya, 22 de diciembre de 1959) es un político argelino, desde marzo hasta diciembre de 2019 primer ministro de Argelia. Tras las manifestaciones de 2019 en el país contra el quinto mandato del Presidente Buteflika fue nombrado primer ministro sustituyendo a Ahmed Ouyahia. De 2015 a 2019 estuvo al frente del ministerio de Interior.

## Biografía
Nuredine Bedoui nació el 22 de diciembre de 1959 en Aïn Taya, en la wilaya de Argel. En 1985 inició su formación en la Escuela Nacional de la Administración (ENA) en la promoción Mohamed Laid Al Khalifa. Tras diplomarse asumió la auditoría en la Corte de cuentas y posteriormente fue administrativo y tres veces wali en las wilayas de Sidi Bel-Abbés, de Bordj-Bou-Arreridj, de Sétif y de Constantina.

### Trayectoria política
Considerado un "tecnócrata" en el gobierno argelino, de 2013 a 2015 asumió el ministerio de Formación y de Enseñanza profesional, antes de ser nombrado ministro de Interior y de las Colectividades locales en 14 de mayo de 2015.
El 11 de marzo de 2019, fue elegido Primer ministro, tras la dimisión de Ahmed Ouyahia y el anuncio de retirada de Abdelaziz Bouteflika en las elecciones presidenciales a raíz de las protestas más importantes en Argelia de las últimas décadas.
Está considerado cercano a Nacer Bouteflika, uno de los hermanos del presidente. En su primera aparición pública como primer ministro junto a su número dos Ramtane Lamamra, anunció la formación de un gobierno de tecnócratas con "jóvenes, hombres y mujeres".

## Detalle de los mandatos y funciones
- 11 de septiembre de 2013 – 13 de marzo de 2014: ministro de la Formación y de la Enseñanza profesional (gobierno Abdelmalek Sellal II)
- 29 de abril de 2014 – 14 de mayo de 2015: ministro de la Formación y de la Enseñanza profesional (gobierno Abdelmalek Sellal III)
- 14 de mayo de 2015 – 24 de mayo de 2017: ministro del Interior y de las Colectividades locales (gobierno Abdelmalek Sellal IV)
- 25 de mayo de 2017 – 15 de agosto de 2017: ministro del Interior y de las Colectividades locales (gobierno Abdelmadjid Tebboune)
- 16 de agosto de 2017 - 2 de abril de 2019: ministro del Interior y de las Colectividades locales (gobierno Ahmed Ouyahia X)
- 12 de marzo de 2019 - 19 de diciembre de 2019: Primer ministro